# 7.ª Divisão Voluntária de Montanha SS Prinz Eugen

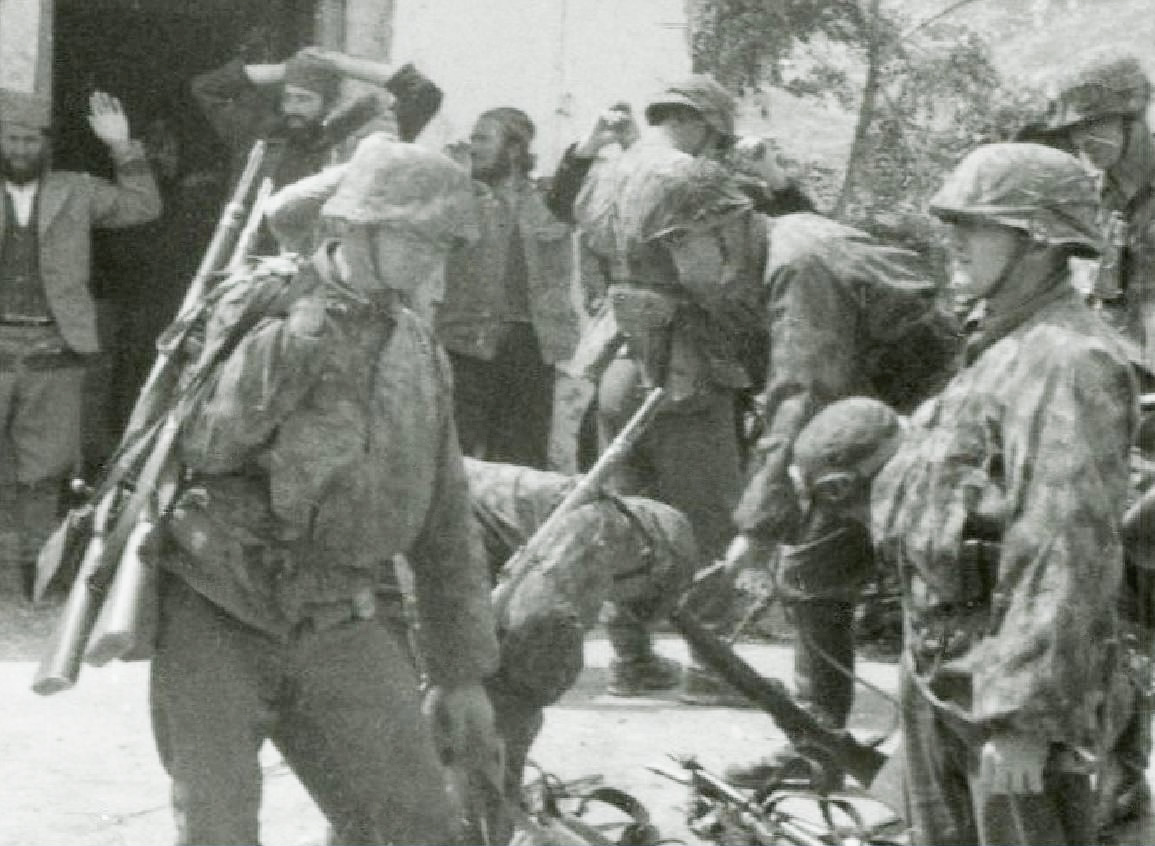
Soldados da 7ª Divisão SS Prinz Eugen na Iugoslávia, em 1943.

A 7.ª SS-Divisão Voluntária de Montanha Prinz Eugen foi formada em março de 1942 por alemães étnicos (Volksdeutsche) e era integrada por voluntários da  Croácia, Sérvia, Hungria e Roménia, Inicialmente foi chamada de  SS-Freiwilligen-Division Prinz Eugen. (SS-Volunteer Division Prinz Eugen). Foi envolvida em operações anti-partisan nos Bálcãs durante a Segunda Guerra Mundial.